# Joe Dodge
Joseph „Joe“ George Dodge (* 9. Februar 1922 in Monroe, Wisconsin; † 18. August 2004) war ein amerikanischer Jazz-Schlagzeuger. 
Joe Dodge wuchs an der Westküste der Vereinigten Staaten auf und lernte Schlagzeug bei einem Orchestermusiker. Er orientierte sich zunächst stilistisch an den Bebop Schlagzeugern Max Roach und Art Blakey, entschied sich aber für ein weicheres Klangbild, das er in der Rhythmusgruppe bei dem Altsaxophonisten Paul Desmond einsetzte, mit dem er 1947 ein Ensemble bildete,  dem auch der Pianist Dave Brubeck angehörte. Dodge spielte auch 1948/49 in Nick Espositos Tourneeband und war von 1953 bis 1956 mit Dave Brubeck auf Tournee. 1954 wirkte er an Desmonds Fantasy Album „Desmond“, 1956 an dem Album „Quintet/Quartet featuring Don Elliott“ mit.
Mit dem Brubeck-Quartett war Dodge an den frühen klassischen Alben der Band beteiligt, wie „Stardust“, „Jazz at the Blackhawk“ und dem Columbia Album „Brubeck Time“ von 1954 mit Desmond und dem Bassisten Bob Bates. Nach seiner Tätigkeit bei Brubeck verschwand Dodge aus der Musikszene.